# استنلی گرنز
استنلی جیمز گرنز (۱۹۵۰–۲۰۰۵) یک دین‌شناس مسیحی و اخلاق‌شناس آمریکایی در سنت باپتیست بود.
مشارکت‌های اولیه گرنز در مورد چگونگی ارتباط مسیحیت انجیلی با جهان انجام شد. او در مورد طیف وسیعی از موضوعات، از جنسیت گرفته تا تاریخ و الهیات دفاعی اولیه مقالاتی پیوسته نوشت و یکی از صداهای برجسته انجیلی آمریکای شمالی در اواخر قرن بیستم و اوایل قرن بیست و یکم بود.
گرنز به اصول اصلی الهیات آرمینیوسی پایبند بود.   او به یک مفهوم خاص امنیت ابدی پایبند بود که در آن "حضور روح تضمین می‌کند که کسی که واقعاً به یک مومن تبدیل شده‌است تا انتها در ایمان باقی خواهد ماند"  که منعکس کننده دیدگاه او در مورد انتخابات جماعتی یا شرکتی است.   دیدگاهی که بیانگر دیدگاه جامعه‌شناسی مسیحی است که رستگاری مسیحی را بر این اساس می‌داند که «خدا در مسیح ملتی را برگزید که مقدر کرده بود در نظر او مقدس و بی‌عیب باشد». به عبارت دیگر، «انتخاب، انتخاب شرکتی کلیسا در مسیح است.»